# Théoneste Bagosora
Théoneste Bagosora (* 16. August 1941 in Giciye im Nordosten Ruandas; † 25. September 2021 in Koulikoro, Mali) war ein ruandischer Militärangehöriger (Oberst). Bagosora zählte zur Bevölkerungsgruppe der Hutu. Er gilt als der führende militärische Planer des Völkermords in Ruanda, bei dem von April bis Juli 1994 circa 500.000 bis eine Million Menschen ermordet wurden. 1996 wurde er verhaftet und am 14. Dezember 2011 vom Internationalen Strafgerichtshof für Ruanda für seine Rolle während des Völkermordes abschließend zu einer 35 Jahre dauernden Haft verurteilt. Bagosora starb im September 2021 im Alter von 80 Jahren während der Haft in einem malischen Krankenhaus.

## Militärische Laufbahn
Nach dem Besuch von katholischen Missionsschulen begann Bagosora eine militärische Ausbildung. Er erhielt 1964 ein Diplom der Offiziersschule von Kigali und verließ sie im Rang eines Unterleutnants. Als einer der ersten ruandischen Offiziere setzte er seine militärischen Studien in Frankreich und Belgien fort.
Parallel zu seinen Ausbildungen in Europa wurde Bagosora im April 1967 zum Leutnant befördert. Im Jahr 1970 stieg er in den Rang eines Hauptmanns auf. Sieben Jahre später avancierte er zum Major. 1981 wurde Bagosora zum Oberstleutnant befördert. Am 1. Oktober 1989 ernannte ihn das ruandische Militär zum Oberst.
Bagosora war stellvertretender Kommandeur der École Supérieure Militaire in Kigali und Kommandeur der östlich von Ruandas Hauptstadt gelegenen Kaserne von Kanombe, bevor er im Juni 1992 zum Stabschef im Verteidigungsministerium ernannt wurde. Nach seinem Ausscheiden aus dem Militärdienst am 23. September 1993 diente Bagosora dem Verteidigungsminister weiterhin als Stabschef. In dieser Position agierte er bis Mitte Juli 1994. August Bizimana, der Verteidigungsminister Ruandas, holte ihn während des Völkermords am 21. Mai 1994 zurück in den aktiven Militärdienst.

## Planung und Vorbereitung des Völkermords

### Drohender Machtverlust und Planung des Völkermords
Bagosora gehörte zum inneren Kreis der politischen Elite des Landes um Präsident Juvénal Habyarimana, mit dessen Frau Agathe er verwandt war. Zu diesem Zirkel zählten fast ausschließlich Hutu, die wie Habyarimana aus dem Norden oder Nordosten Ruandas stammten.
Bereits Ende der 80er Jahre setzten nationale und internationale Forderungen nach Demokratisierung und Pluralismus den Einparteienstaat Habyarimanas unter Druck. Seit Oktober 1990 erhöhte sich dieser Druck, weil die Rebellentruppe Ruandische Patriotische Front (RPF), die sich vorzugsweise aus exilierten Tutsi zusammensetzte, von Uganda aus wiederholt erfolgreiche Angriffe auf staatliche und militärische Einrichtungen Ruandas unternahm.
Wie andere radikale Hutu war auch Bagosora ein erklärter Gegner der ruandischen Tutsi. Er hielt sie für unrechtmäßige Eindringlinge und für Komplizen der Rebellenarmee. Laut Anklage vor dem Internationalen Strafgerichtshof für Ruanda bildete er von Ende 1990 bis Mitte 1994 mit gleichgesinnten Radikalen eine kriminelle Vereinigung, um einen Plan zur Vernichtung der Tutsi auszuarbeiten und umzusetzen sowie zugleich Hutu-Oppositionelle zu beseitigen. Auf diese Weise sollte die Macht des Zirkels um Habyarimana gewahrt bleiben. Elemente dieses Plans waren die Förderung von ethnischer Gewalt und Hass, die Aufstellung und die Ausbildung von Hutu-Milizen, der Kauf und die Verteilung von Waffen an Hutus sowie die Anfertigung von umfangreichen Todeslisten.

### Denkschrift zur Feinderklärung

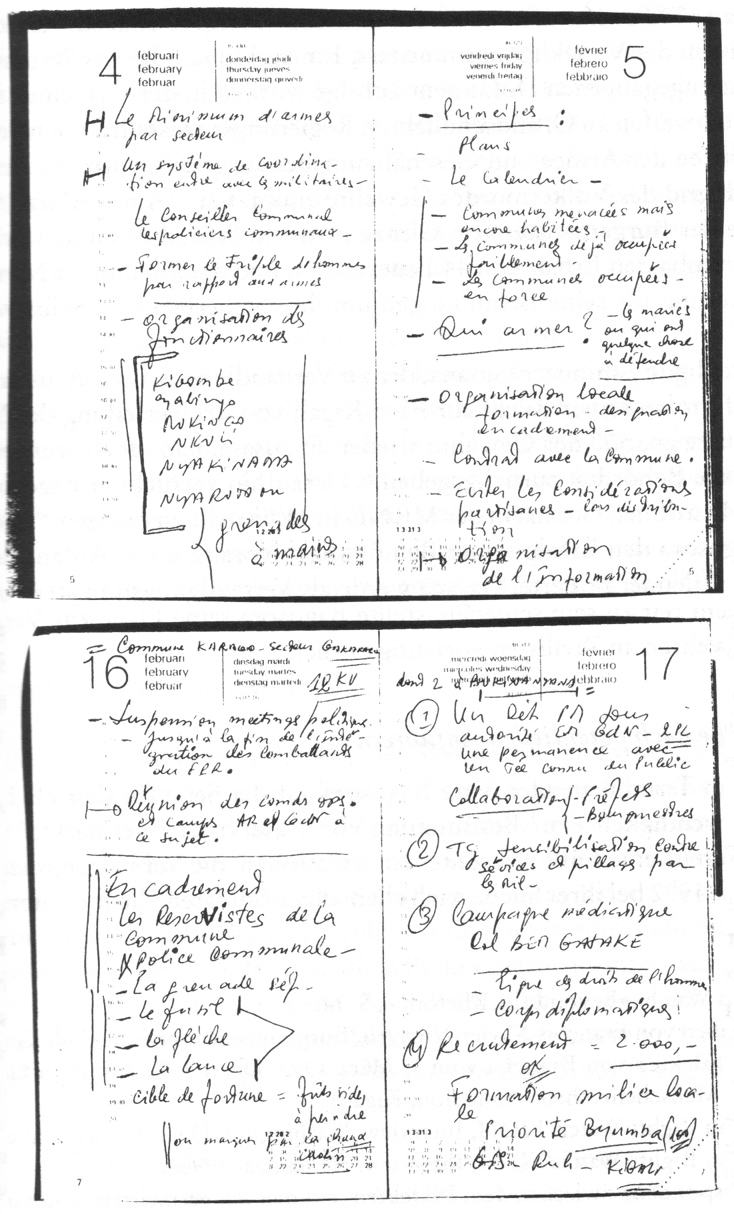
Auszug aus dem Terminkalender von Bagosora (Februar 1992). Hier skizzierte er Elemente eines Programms für „zivile Selbstverteidigung“.

Am 4. Dezember 1991 setzte Habyarimana eine Militärkommission ein, die eine Denkschrift ausarbeiten sollte. Die Leitfrage dabei war: Was muss unternommen werden, um den Feind in militärischer, medialer und politischer Hinsicht zu besiegen? Bagosora übernahm den Vorsitz dieser Kommission. Der entscheidende Teil der Denkschrift wurde ab September 1992 innerhalb der ruandischen Armee gezielt und breit gestreut. Die entscheidenden Passagen des Memorandums fanden sich im September 1992 auch auf Flugblättern einer radikalen Hutu-Partei. Nach diesen Passagen setzte sich der „Hauptfeind“ aus folgenden Gruppen zusammen:
- Tutsi-Flüchtlinge
- Mitglieder der ugandischen Armee
- in Ruanda lebende Tutsi
- Hutu, die mit dem Habyarimana-Regime unzufrieden sind
- Arbeitslose innerhalb und außerhalb Ruandas
- Ausländer, die mit Tutsi-Frauen verheiratet sind
- in der Region lebende Angehörige nilohamitischer Völker
- Kriminelle

„Jeder, der den Hauptfeind in irgendeiner Weise unterstützt“, wurde ferner als sekundärer Feind definiert. In der Denkschrift wurde unterstellt, der „Feind“ habe bereits einflussreiche Positionen in Politik und Verwaltung inne. Im Dokument wurden überdies mehrere bekannte Personen namentlich als Feinde bezeichnet. Gemäß der Anklage gegen Bagosora haben der Inhalt und die Verwendung des Memorandums durch die Armeeführung zu ethnischem Hass und Gewalt aufgerufen und ihn gefördert.
Von Oktober 1990 bis April 1994 wurden Tutsi und Hutu-Oppositionelle immer wieder Opfer von Gewalt und Massakern, die als Rache für militärische Erfolge der RPF deklariert wurden. Die Behörden förderten diese Gewaltakte oder nahmen sie hin. Die Täter wurden nie bestraft. „Diese Überfälle, bei denen etwa 2.000 Tutsi und etliche Hutu niedergemetzelt wurden, waren Vorläufer des Völkermords von 1994.“ Nach Angaben von Menschenrechtsgruppen soll sich Bagosora an führender Stelle an der Zusammenstellung und Lenkung von Todesschwadronen beteiligt haben.

### Todeslisten und Verteilung von Waffen
1992 wies Bagosora Generalstabsmitglieder an, Listen über „Feinde“ und deren Unterstützer zu erstellen. Diese Listen wurden angefertigt und im Anschluss regelmäßig aktualisiert. Sie wurden während des Völkermords unter anderem von den Milizen wie der Interahamwe benutzt.
Bagosora wirkte an der Bewaffnung von Milizen und ausgewählten Zivilisten mit, die später am Völkermord direkt beteiligt waren. Diese Mithilfe bei der Bewaffnung nicht-militärischer Personengruppen bezog sich beispielsweise im Februar 1993 auf seine Heimat Giciye.

### Widerstand gegen das Arusha-Abkommen
Bagosora nahm an Verhandlungen im Rahmen des Arusha-Abkommens teil. Allerdings opponierte er scharf gegen jedes Zugeständnis an die RPF. Er verließ schließlich den Verhandlungstisch in Richtung Ruanda mit den Worten, er werde „die Apokalypse vorbereiten“. Mehrfach sprach Bagosora vor Zeugen davon, die Lösung der Konflikte liege in solch einer „Apokalypse“, bei der alle Tutsi vernichtet würden; erst anschließend sei mit einem dauerhaften Frieden zu rechnen. Noch wenige Tage vor dem Beginn des Völkermords am 6. April 1994 wiederholte Bagosora, nur in der Vernichtung der Tutsi liege die Lösung für die Krise des Landes.

## Führende Position während des Völkermords

### Vorsitz des Krisenstabs
Nach dem Abschuss des Flugzeugs von Präsident Habyarimana am Abend des 6. April 1994 nutzte Bagosora die Abwesenheit von anderen führenden Militärs der ruandischen Armee, um sich als Chef eines „Krisenstabes“ aus ranghohen Offizieren zu installieren. Bagosora strebte in dieser Situation auch die Übernahme der politischen Macht an, was von der Mehrheit des Krisenstabs jedoch abgelehnt wurde. Er weigerte sich mehrfach, die Premierministerin Agathe Uwilingiyimana zu konsultieren, welche nach dem Tod des Präsidenten das höchste Staatsamt bekleidete.

### Ermordung von Regierungsmitgliedern und belgischen UNAMIR-Soldaten
In den Stunden der Etablierung des Krisenstabs unter Bagosora wurde Agathe Uwilingiyimana von Militärangehörigen ermordet. Auch weitere Regierungsmitglieder wurden in diesen ersten Stunden des Völkermords getötet. Zu den ersten Opfern gehörten ebenfalls zehn belgische Soldaten, die zum Kontingent der UN-Friedenstruppe UNAMIR zählten. Sie wurden bei ihrem Versuch, die Premierministerin zu schützen, umgebracht. Bagosora war zur Tatzeit in unmittelbarer Nähe des Tatorts und wusste von der Gefährdung der Belgier, schritt aber nicht ein. Der Mord an den belgischen Soldaten führte zum raschen Rückzug fast der gesamten UNAMIR-Mission aus Ruanda.

### Etablierung einer Übergangsregierung
Am Morgen des 8. April 1994 versammelte Bagosora eine ausgewählte Gruppe von Politikern um sich, um eine Übergangsregierung bilden und einen Staatspräsidenten ernennen zu lassen. Die Übergangsregierung setzte sich aus Personen zusammen, die allesamt zu den radikalen Hutus und den Habyarimana-Anhängern gehörten. Zum Staatspräsidenten wurde Théodore Sindikubwabo ernannt. Mit diesen Entscheidungen wurde das Arusha-Abkommen hinfällig, das eine Teilung der politischen und militärischen Macht zwischen den Habyarimana-Anhängern, den Hutu-Oppositionellen und der RPF vorgesehen hatte. Die Übergangsregierung setzte die vorhandenen Pläne zur Durchführung des Völkermords an den Tutsi und zur Eliminierung der Hutu-Oppositionellen um.

### Befehle zum Völkermord
Bagosora erteilte laut der Anklage Befehle zum Völkermord, wusste von seiner Durchführung und lehnte jedes Einschreiten gegen diese Taten ab.
Direkte Befehle zur Ausübung des Völkermords erhielten die Präsidentengarde, die Parakommandos sowie das Aufklärungsbataillon durch Bagosora. Auch soll er persönlich der Interahamwe in Remera, einem Ort im Westen Ruandas, den Auftrag zum Beginn des Mordens erteilt haben. Am 7. April 1994 rief er die Bürger Ruandas außerdem über das Radio dazu auf, in ihren Häusern zu bleiben. Dieser Aufruf hat den Anklagebehörden zufolge die Ermordung der Personen erleichtert, die auf den vorbereiteten Todeslisten geführt wurden.
Am 11. April 1994 war Bagosora nach Zeugenaussagen vor Ort, als die Interahamwe und Einheiten der ruandischen Armee gemeinsam die École Technique Officielle in Kigali umstellten, um Tutsi, die sich dorthin geflüchtet hatten, herauszuholen. Eine größere Gruppe dieser Tutsi wurde zu einem Fußmarsch gezwungen und dabei massakriert.

## Flucht und Prozess
Nach dem Sieg der Rebellenarmee RPF flüchtete Bagosora im Juli 1994 außer Landes. Zunächst setzte er sich nach Zaire (heute Demokratische Republik Kongo) ab. Dort sorgte er für die Beschaffung von Waffen für die nach Zaire geflohenen Hutu-Milizen, die eine Rückeroberung Ruandas anstrebten. Die Waffen sollen laut einem Bericht der Vereinten Nationen aus Südafrika über die Seychellen nach Goma, einer Großstadt Zaires an der Grenze zu Ruanda, geliefert worden sein. 1995 siedelte sich Bagosora in Kamerun an. Am 9. März 1996 wurde er in Yaoundé, der Hauptstadt Kameruns, festgenommen und am 23. Januar 1997 nach Arusha (Tansania) verbracht.
Die Anklage warf Bagosora in zwölf Anklagepunkten Völkermord, Verbrechen gegen die Menschlichkeit und schwere Kriegsverbrechen vor. Ab Anfang April 2002 wurde Bagosora und drei weiteren führenden Militärs (Gratien Kabaligi, Anatole Nsengiyumva und Aloys Ntabakuze) vor der 1. Kammer des Internationalen Strafgerichtshofs für Ruanda der Prozess gemacht. In allen Anklagepunkten erklärte sich Bagosora für nicht schuldig. Zudem bestritt er, dass in Ruanda ein Völkermord stattgefunden habe.
Nach insgesamt 408 Verhandlungstagen wurde der Prozess Anfang Juni 2007 abgeschlossen. Am 18. Dezember 2008 wurde Bagosora schuldig gesprochen und zu lebenslanger Haft verurteilt. In der Berufung wurde die Haftstrafe auf 35 Jahre reduziert.